# Vosme Bereznea, Bahmaci
Vosme Bereznea (în ucraineană Восьме Березня) este un sat în comuna Haivoron din raionul Bahmaci, regiunea Cernihiv, Ucraina.

## Demografie
Componența lingvistică a localității Vosme Bereznea
     Ucraineană (100%)
Conform recensământului din 2001, toată populația localității Vosme Bereznea era vorbitoare de ucraineană (100%).